# Programa nuclear de la Unión Soviética (1959-1963)
Este período del programa comienza con una moratoria de las pruebas nucleares de 33 meses, y culmina con el Tratado de Prohibición Parcial de los Ensayos Nucleares. Durante este tiempo se produjo uno de los momentos más tensos de la Guerra Fría, la Crisis de los misiles de Cuba. Fue además un período sin precedentes en la carrera armamentista entre la Unión Soviética y los Estados Unidos, siendo el momento más intenso en cuanto a pruebas nucleares, llevándose a cabo más de 138 experimentos y llegando a realizarse hasta cuatro explosiones en un día, y conduciéndose las mayores detonaciones nucleares de la historia, entre las que se encuentran la Bomba del Zar, que en potencia superaron con creces cualquier arma de destrucción masiva probada por nación alguna.

## Antecedentes

### Moratoria de 1959-1961
En el verano de 1961 el gobierno soviético decidió repentinamente poner fin a la moratoria. Los sitios de prueba se prepararon en el menor tiempo posible, comenzándose los experimentos el primer día de septiembre.

## Programa de pruebas nucleares en Semipalatinsk
La primera prueba se realizó en el sitio de pruebas de Semipalatinsk, el 1 de septiembre de 1961. En el Polígono se realizaron una serie de pruebas Se realizaron 10 experimentos de seguridad, con rendimientos de 0,001 a 0,38 kilotones.

### Pruebas nucleares subterráneas
El 11 de octubre de 1961, en el túnel V-1, Degelen, se realizó la primera prueba nuclear subterránea de la Unión Soviética. Era necesario realizar un experimento para investigar las características de la tecnología para realizar este tipo de pruebas. Este fue conducido en forma conjunta por KB-11 (Arzamas-16) y NII-1011.

## Programa de pruebas nucleares en Kapustin Yar
En Kapustin Yar se realizaron 7 lanzamientos de cohetes con ojivas nucleares. En 1961, se realizaron las operaciones Grom y Groza. Durante 1961 y 1962 se llevó a cabo la Operación K.

## Programa de pruebas nucleares en Nueva Zembla
En el sitio de pruebas de Nueva Zembla se inició un programa de experimentos militares con armas nucleares, y pruebas de potentes bombas termonucleares. Este contemplaba ejercicios para todas las ramas de las Fuerzas armadas, y fue iniciado por orden de Nikita Jrushchov. La decisión se tomó tan rápidamente que el vicealmirante P.F. Fomin se enteró de esto recién en el aeropuerto de Arjangelsk al regresar al archipiélago. El Jefe del Polígono, el Mayor General de Artillería G.G. Kudryavtsev recibió la orden de terminar los trabajos preparativos para las pruebas. Las pruebas serían llevadas a cabo bajo la supervisión de una Comisión. En toda la Comisión, el primer vicepresidente fue el vicealmirante F. P. Fomin, quien era además el presidente de las Fuerzas armadas. Las pruebas realizadas en el Polígono estuvieron encabezadas por el capitán V. V. Rajmanov. Sus colaboradores más cercanos fueron miembros de los experimentos anteriores en el Polígono, O. G. Kasimov y V. P. Kovalyov.

### Pruebas de bombas termonucleares de gravedad
La primera prueba ocurrió el 10 de septiembre de 1961. Esta prueba fue realizada a petición del MinSredMash. Un bombardero Tu-95 cargado con la bomba despegó desde el aeródromo de Olenya, en la Península de Kola. El avión dejó caer la bomba sobre el campo de pruebas D-II, Nueva Zembla. La bomba explotó a 2000 m de altura, y la energía liberada fue de 2700 kilotones. La altura a la que se realizó la detonación permitió que tan solo 2 horas después se pudiese ingresar al área a retirar los equipos de medición y filmación.

### Experimentos con misiles
Inmediatamente después comenzaron las pruebas con misiles. El mismo 10 de septiembre se realizó la primera prueba con misiles de corto alcance. En esta prueba, conducida dentro de la Operación Volga, se lanzó un cohete R-11M con una pequeña ojiva nuclear. La cabeza fue detonada en la bahía Chyornaya, y tuvo resultados exitosos. La segunda prueba de misiles de corto alcance ocurrió el 13 de septiembre.
Al mismo tiempo se experimentó con misiles de alcance medio. Dentro de la Operación Roza se condujeron los dos primeros experimentos. La primera detonación ocurrió el 12 de septiembre, y la seguna el 16 del mismo mes. Los cohetes utilizados fueron R-12 cargados con ojivas termonucleares 49. Los experimentos fueron exitosos.
Se realizó una moratoria de 10 días después del 22 de septiembre, para retomar las labores el 2 de octubre. El 8 de octubre se realizó la primera prueba nuclear con un misil crucero. El dispositivo fue lanzado por un avión Tu-16, en la bahía Chyornaya.
El 20 de octubre se condujo un experimento naval con cohetes R-13 a cargo de la Flota del Norte. En el ejercicio Raduga se lanzó el cohete equipado con una cabeza termonuclear desde un submarino K-102. Luego se realizaron otros experimentos navales, dentro de la Operación Korall, donde se condujeron dos pruebas nucleares, una de ellas bajo el agua, con torpedos T-5 disparados por un submarino B-130.